# Harry Martinson
Harry Edmund Martinson, född 6 maj 1904 i Jämshög i Blekinge, död 11 februari 1978 i Solna (vid tiden bosatt i Sollentuna), var en svensk författare. Martinson var ledamot av Svenska Akademien (stol nr 15) från 1949 och mottog Nobelpriset i litteratur 1974, tillsammans med Eyvind Johnson – den senaste gången som ett nobelpris i litteratur har delats mellan två personer.

## Biografi

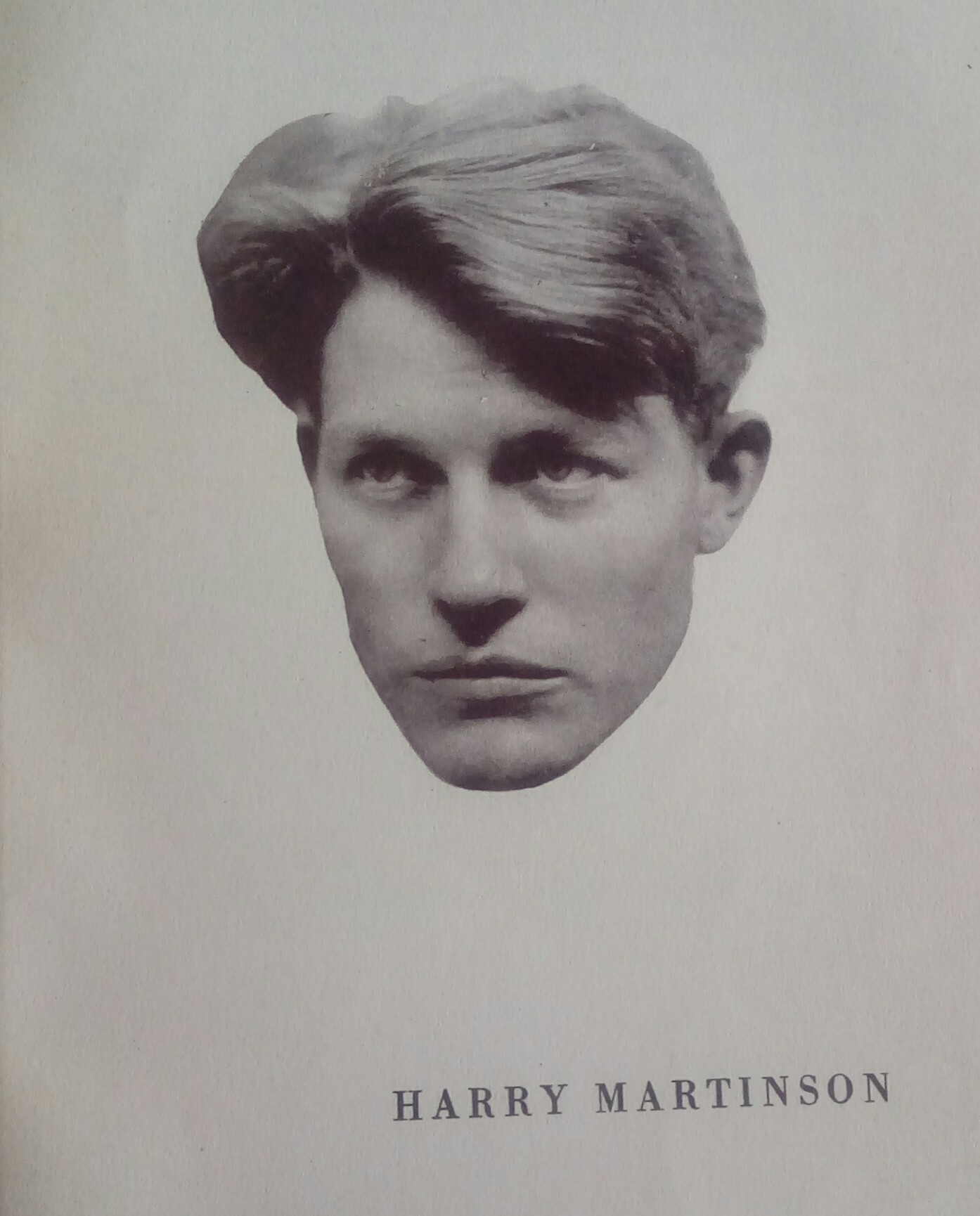
Bild ur antologin Ansikten 1932.

### Bakgrund
Martinson miste sina föräldrar i sina tidiga år. Han var endast sex år gammal när hans far, Martin Olofsson, avled i lungtuberkulos 1910 och modern emigrerade ett år senare till Oregon i USA. Modern bosatte sig i Portland, och den kvarlämnade Harry och hans syskon ackorderades ut på socknen (till olika familjer) som fosterbarn – ett öde som i viss mån liknade Viktor Rydbergs, en författare som för övrigt liksom Rudyard Kipling, Joseph Conrad och Lev Tolstoj tillhörde Martinsons litterära förebilder. Han genomgick sex år i folkskola, bland annat i Alltidhults skola i Blekinge. Martinson var en kort tid på ett barnhem i Göteborg och vid Skeppsgossekåren i Karlskrona. Han arbetade sedan en tid vid Jonsereds Fabriker på bruksorten Jonsered.
Vid sexton års ålder gick han till sjöss och seglade jorden runt, bland annat till Brasilien och Indien, men behövde på grund av lungsjukdom gå i land för gott år 1927. Både under sjömansåren och efteråt gick han tidvis på luffen. Såväl föräldralösheten som erfarenheterna som sjöman och luffare satte tydliga spår i hans författarskap. Hans idé om "Världsnomaden" som presenterades i en essä i början av 1930-talet präglade mycket av hans diktning.
Martinson träffade under sina år som arbetslös sjöman författaren Moa Martinson som han gifte sig med 1929. Äktenskapet var stormigt men konstnärligt inspirerande för båda. Martinson flydde tidvis från hennes torp i Sorunda socken där de bodde och gav sig ut på nya luffarresor men återvände fram till en slutlig brytning 1939 och skilsmässa 1941.
Martinson deltog som frivillig i finska vinterkriget. Han var gift med Ingrid Lindcrantz från 1942.

### Nobelpriset och de sista åren
Harry Martinson tilldelades Nobelpriset i litteratur 1974 med motiveringen "för ett författarskap som fångar daggdroppen och speglar kosmos". Han delade priset med Eyvind Johnson. Vid prisutdelningen framhävde Karl Ragnar Gierow i sitt tal att Johnson och Martinson var "representativa för det uppbåd av proletärförfattare eller arbetardiktare, som på bred front bröt in i vår litteratur inte för att härja och plundra utan för att berika den med sina förmögenheter". Prisutnämningen uppskattades av den läsande allmänheten men kritiserades hårt från flera håll i den svenska pressen (inte minst av kritiker som politiskt befann sig till vänster), främst för att Svenska Akademien hade utsett två av sina egna ledamöter till pristagare.
Det tidvis allt hårdare bemötandet från delar av kritikerkåren, bland annat för att han själv satt i Svenska Akademien då han tilldelades Nobelpriset, samt hans egen fysiska ohälsa, bidrog till att han slutligen tog sitt liv 1978. Detaljerna kring hans död har skildrats i Lars Gyllenstens memoarer, där självmordet beskrivs som harakiri.
Harry Martinson är begravd på Silverdals griftegård i Sollentuna församling.

## Författarskap, mottagande

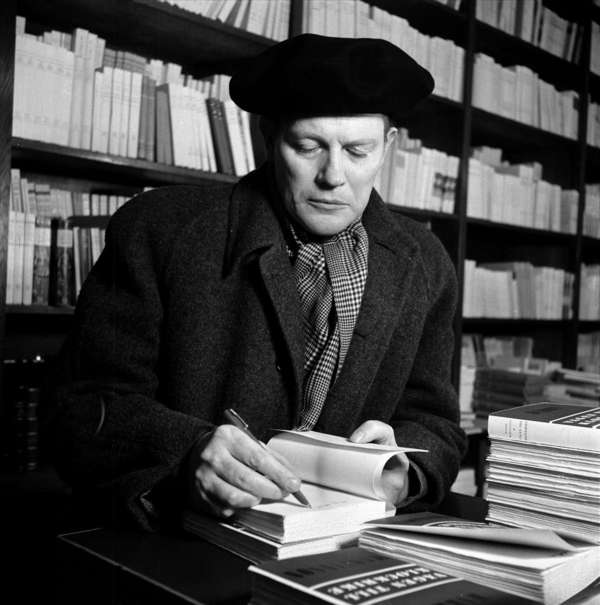
Harry Martinson skriver dedikationer 1948. Foto: K W Gullers.

Martinson debuterade den 27 augusti 1927 med dikten "Sanningssökare" i tidningen Arbetaren.:15 Vid samma tid träffade han Artur Lundkvist som introducerade honom för amerikanen Carl Sandburgs diktning, vilket blev en viktig litterär impuls. 1927–1928 fick Martinson dikter publicerade i bland annat Arbetare-Kuriren, Eldaren, Sjömannen, Ny Tid och Brand.
Martinson medverkade i antologin Fem unga 1929 och samma år kom bokdebuten med diktsamlingen Spökskepp. Han fick sitt genombrott med diktsamlingen Nomad 1931. Med reseskildringarna Resor utan mål (1932) och Kap Farväl! (1933) fick han sitt stora genombrott även som prosaförfattare. Han lovordades för sitt pregnanta och djärvt associationsrika språk. Anders Österling utnämnde Martinson till "en av de största naturbegåvningar som någonsin framträtt i svensk litteratur".:52–53 Den expressionistiskt anstrukna diktsamlingen Natur (1934) fick emellertid ett kyligt mottagande vilket gjorde att Martinson under elva år övergick till att enbart publicera prosaböcker.
Den självbiografiska romanen Nässlorna blomma (1935) blev en ny stor framgång och följdes av Vägen ut (1936). Under de följande åren gav han ut en rad böcker av det mindre formatet som pendlar mellan finstämd naturiakttagelse och häftig tidskritik; Svärmare och harkrank (1937), Midsommardalen (1938) och Det enkla och det svåra (1939). Tidskritiken dominerar i boken Verklighet till döds (1940), som skildrar författarens erfarenheter som frivillig i finska vinterkriget. Ett par höjdpunkter i författarskapet blev diktsamlingen Passad (1945) och romanen Vägen till Klockrike (1948), och 1949 invaldes Martinson som den förste proletärförfattaren i Svenska Akademien. Efter att ha gjort succé med rymdeposet Aniara (1956) vände framgångarna och Martinson blev hårt angripen för den samtids- och teknikkritiska diktsamlingen Vagnen (1960).
Från denna tid förändrades hans position. Det starka behovet av uppskattning och ökande krav på politiskt engagemang gjorde att den tidigare uppburne Martinson i slutet av 1960-talet anförtrodde till den svenska författaren Kjell Espmark: "Jag skriver i katakomberna, förstår du":6. De dikter som ändå tillkom, och som han brukade referera till som De tusen dikternas bok, ämnade han inte publicera under sin livstid. Några verk nådde ändå offentligheten. 1964 uruppfördes teaterpjäsen Tre knivar från Wei på Dramaten i regi av Ingmar Bergman, och han utgav även ett par prosaböcker med naturimpressioner. I början av 1970-talet övervann Martinson sina betänkligheter mot att utge fler diktsamlingar och utkom med Dikter om ljus och mörker (1971), som enligt Martinsons förläggare Georg Svensson onfattar både dikter från 1960-talet och sådana som var nyskrivna vid denna tid - boken genomgickflera korrektur och omdisponeringar, varvid nya dikter tillkom i varje nytt steg - ett arbetssätt som, enligt Svensson, var typiskt för Martinsons diktsamlingar sedan tidigare.  Martinsons fysiska hälsa var vid denna tid dålig efter flera tidigare sjukdomar och han genomgick en omfattande bukoperation - en operation som, enligt Svensson, hade skjutits upp flera gånger och nu var helt nödvändig - den lyckades, men Martinson återhämtade sig aldrig fullständigt, särskilt mentalt verkade en skugga vila över honom. Dikter om ljus och mörker följdes av en samling naturdikter Tuvor (1973). Ytterligare en diktsamling, Vågor var under arbete 1974 och innefattade (enligt Georg Svensson) både dikter som inte hade kommit med i den stora samlingen tre år tidigare (delvis av utrymmesskäl) och en hel del nyskrivna dikter, men när Martinson insåg att han skulle komma att tilldelas Nobelpriset (ett beslut där han och Eyvind Johnson inte hade deltagit i den slutliga omröstningen, och som Martinson personligen värjde sig emot) deklarerade han slutgiltigt för Svensson att han inte tänkte ge ut några fler böcker under sin livstid.

### Eftermäle
Cikada-priset och Harry Martinson-priset utdelas till Harry Martinsons minne. Harry Martinson-sällskapet utdelar även Klockrikestipendiet. Svenska Akademien utdelar vartannat år Stipendium till Harry Martinsons minne. Aniarapriset är uppkallat efter Martinsons verk.
Harry Martinson har givit namn åt Harry Martinsons gata på Kungsholmen och Harry Martinsons väg i Gnesta.   Aniaraparken i Olofström och Aniaraplatsen i Sollentuna centrum är uppkallade efter namnet på Martinsons diktverk från 1956.
Dikten "Besök på observatorium" från 1945 finns med på de två guldskivor som skickades ut i rymden med projektet Voyager 1977, inläst av den dåvarande svenske FN-ambassadören Anders Thunborg.

## Intressen, konstnärskap

### Livsåskådning
Martinson sade i en intervju i Röster i radio-TV (nr 33 1961): ”Jag skriver som jag skriver därför att jag är buddhist. Inte religiöst, men moraliskt-filosofiskt.” Hans tankevärlds rötter i buddhismen och daoismen gick över huvudet på den samtida kritiken. Hans buddhistiska livssyn har därför inte alltid tagits på allvar av hans omgivning, som både gav honom en kyrklig begravning och tog in en av hans dikter (De blomster som i marken bor) i Svenska kyrkans psalmbok.

### Bildkonstnär
Martinson ägnade sig vid sidan av skrivande även åt konstnärligt bildskapande. Han illustrerade själv sin naturbok Det enkla och det svåra och textbidrag i olika tidskrifter med tuschteckningar. Senare blev det känt att Martinson hade en stor bildproduktion bakom sig med konstverk i olja, krita, pastell, tusch och blyerts. Han var från unga år nära vän med Sven X:et Erixson och Bror Hjorth och visade släktskap med dessa konstnärer i sitt bildskapande. Motiven i Martinsons bildkonst anknyter nära till hans litterära teman.

## Bibliografi

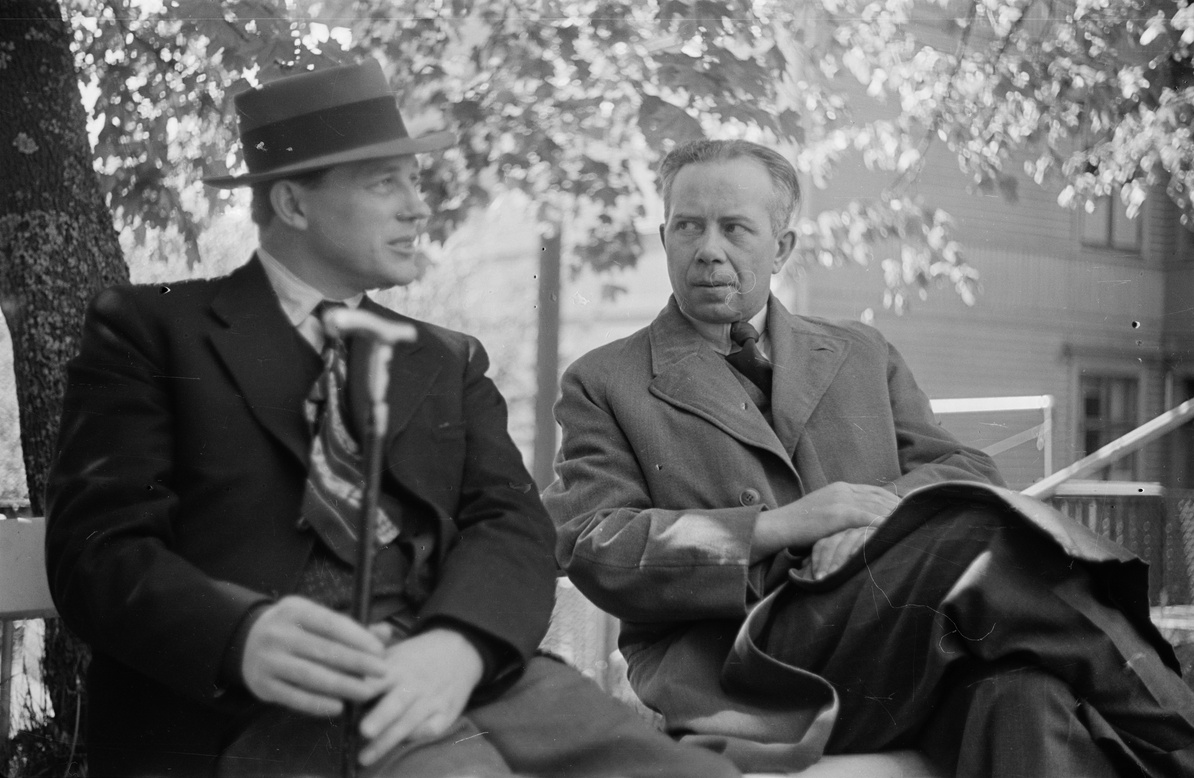
Harry Martinson (till vänster) och Ivar Lo-Johansson. Foto: Gunnar Lundh.

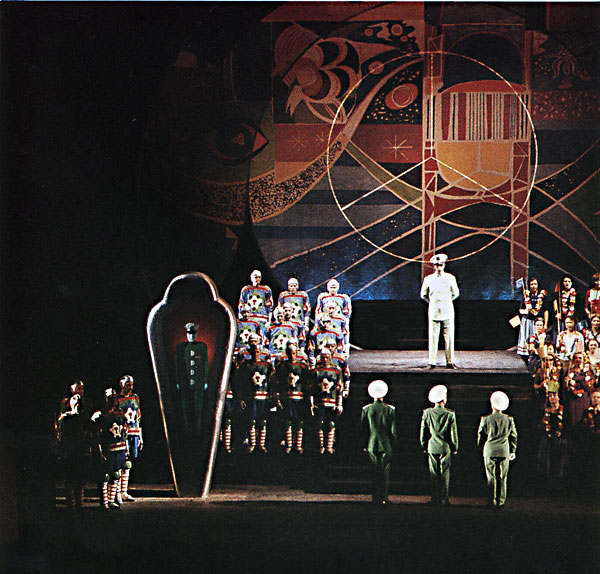
Premiäruppsättningen av operan Aniara på Kungliga Operan 1959. Dekor av Sven Erixson.

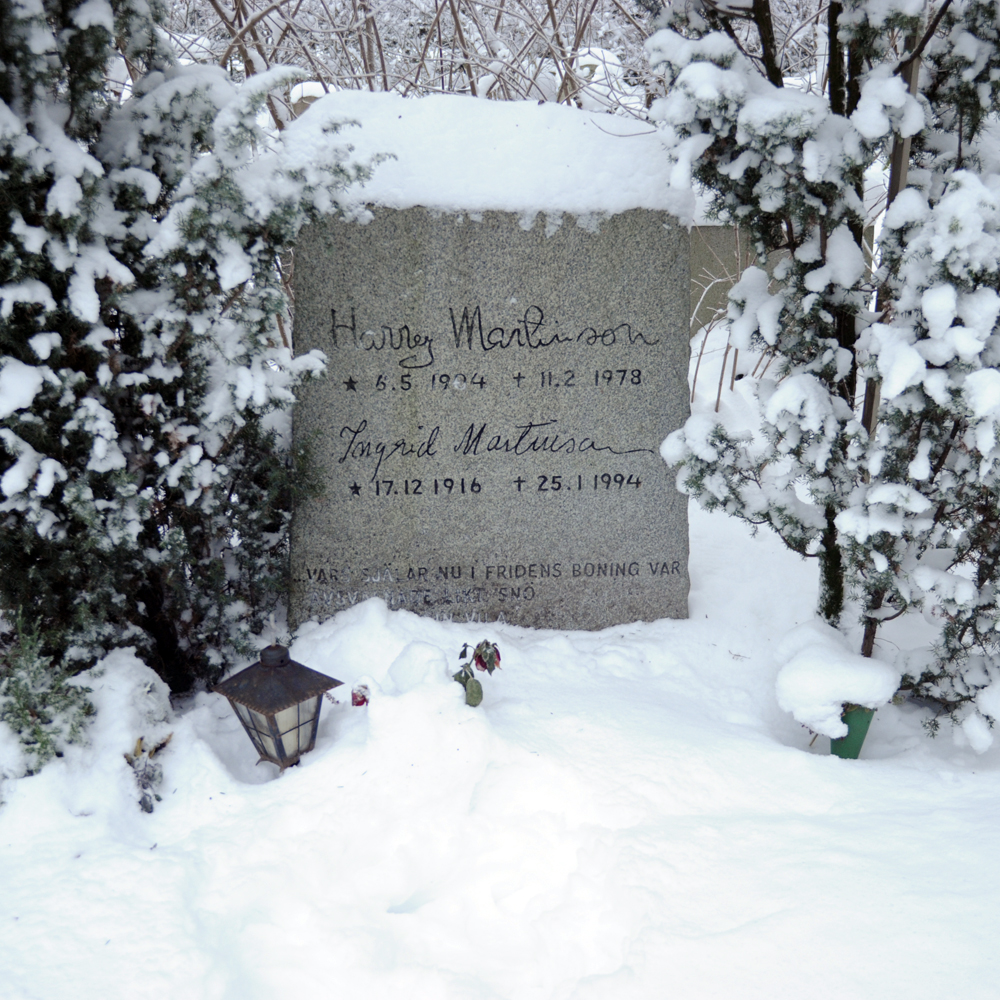
Martinsons grav i Silverdal, Sollentuna.

### Radiopjäser
- Gringo
- Salvation 1947
- Lotsen från Moluckas 1948

### Scenpjäs
- Tre knivar från Wei 1964

### Psalm
- Sv.ps. 202 De blomster som i marken bor

### Filmmanus
- 1953 – Vägen till Klockrike

## Priser och utmärkelser
- 1938 – De Nios Stora Pris
- 1944 – Svenska Dagbladets litteraturpris
- 1947 – Gustaf Fröding-stipendiet
- 1949 – Övralidspriset
- 1951 – Bellmanpriset
- 1954 – BMF-plaketten för Cikada
- 1954 – Doblougska priset
- 1954 – Hedersdoktor vid Göteborgs universitet
- 1955 – Litteraturfrämjandets stora pris
- 1962 – Bellmanpriset
- 1967 – Sveriges Radios Lyrikpris
- 1968 – Evert Taube-stipendiet
- 1974 – Nobelpriset i litteratur

## Vidare läsning

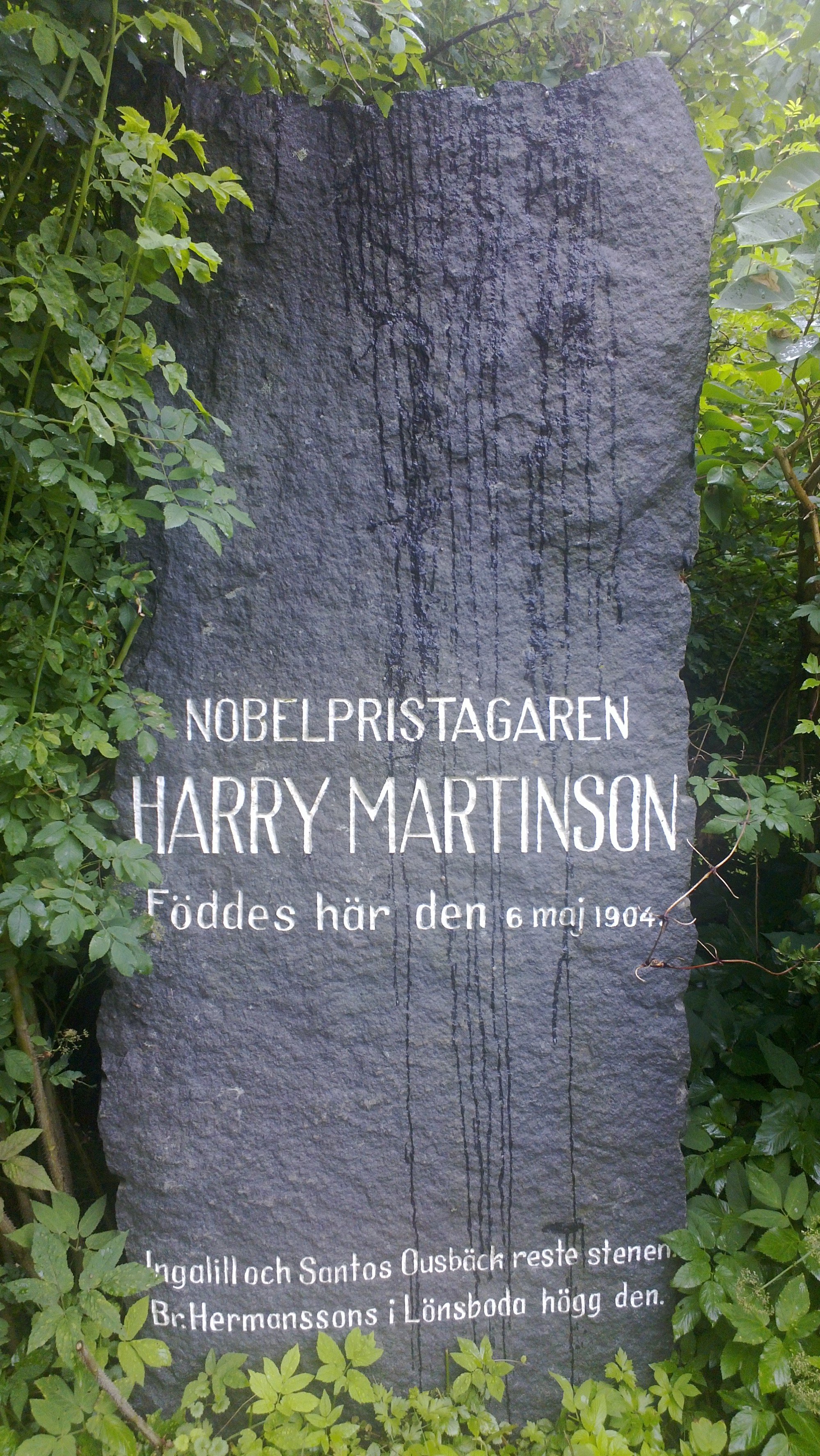
Minnessten vid födelseplatsen i Nyteboda i Blekinge.